# José Ionilton Lisboa de Oliveira
José Ionilton Lisboa de Oliveira S.D.V. (Araci, 9 de março de 1962) é um bispo católico brasileiro, atual prelado do Marajó.

## Biografia
Formou-se em filosofia no Instituto Nossa Senhora das Vitórias e em teologia na Escola Teológica do Mosteiro São Bento, em 1991. Fez convalidação do curso de teologia na Universidade Católica de Salvador em 2015. Professou seus votos na Sociedade das Divinas Vocações (SDV) em 21 de janeiro de 1990, e foi ordenado padre em 19 de janeiro de 1992, na Paróquia Nossa Senhora da Conceição do Raso, em Araci.
Atuou como vigário nas paróquias Nossa Senhora da Conceição e São Justino, no Rio de Janeiro, RJ; Nossa Senhora da Conceição, em Riachão do Jacuípe; Nossa Senhora Aparecida, em Vitória da Conquista. Também foi pároco na Paróquia Nossa Senhora da Boa Hora e São Roque, em Campo do Brito; e era vigário da Paróquia Nossa Senhora da Conceição, em Riachão do Jacuípe, na Arquidiocese de Feira de Santana quando foi escolhido bispo. Foi membro do Conselho Presbiteral da Arquidiocese de Vitória da Conquista e membro da diretoria da Conferência dos Religiosos do Brasil – Regional Bahia/Sergipe.

## Episcopado
Foi nomeado prelado para a vacante Itacoatiara pelo Papa Francisco em 19 de abril de 2017, substituindo Dom Carillo Gritti, falecido em junho de 2016. Recebeu a ordenação episcopal em 16 de julho de 2017, em Araci, em cerimônia presidida por Dom Edgar Moreira da Cunha, S.D.V., bispo da Diocese de Fall River, assistido por Dom Ottorino Assolari, C.S.F., bispo da Diocese de Serrinha, e Dom Zanoni Demettino Castro, arcebispo de Feira de Santana. Foi instalado como quarto bispo prelado da Prelazia de Itacoatiara em 30 de julho de 2017, em solenidade de posse presidida por Dom Sérgio Eduardo Castriani, arcebispo de Manaus.
Em abril de 2018, foi eleito vice-presidente da Comissão Pastoral da Terra (CPT), sendo reeleito em 2021, para o triênio 2021-2024. Após o falecimento de Dom André de Witte, em 25 de abril de 2021, dom José Ionilton assumiu interinamente a presidência da CPT.. Em 5 de maio de 2022, publicou um decreto em defesa do Meio Ambiente e dos Povos Amazônicos, determinando ao clero e aos fiéis a rejeição de recursos ou benefícios de políticos e empresas que investem em empreendimentos que colocam em risco a vida da floresta e de seus povos no território da Prelazia. No mês seguinte, em visita ad Limina Apostolorum, entregou o relatório Conflitos no Campo Brasil 2021 ao Papa Francisco. Também integra a equipe da Rede Eclesial Pan-Amazônica (REPAM Brasil) como secretário. Em 3 de novembro de 2023 foi nomeado Prelado de Marajó, vacante desde o início do ano.
Apesar das várias tentativas, a posse e início de pastoreio ocorreu em 27 de julho de 2024 com a presença do Núncio Apóstolico no Brasil, Dom Giambattista Diquattro. Até 21 de julho, data de sua viagem para o Marajó, Dom José Ionilton também continuou como Administrador Apostólico de Itacoatiara.  Sua cerimônia de posse ocorreu na quadra do Colégio Stella Marins, em Soure, e contou com a presença também de membros dos Regionais Norte 1 e 2 da CNBB, REPAM-Brasil e CPT. Dom Ionilton assumiu também as Pastorais Sociais do Regional Norte 2.